# Ханлонова бритва
Ханлонова бритва је епонимна максима која гласи:
Никад не приписуј злоби оно шта се адекватно може објаснити глупошћу.
Овај конкретан облик је приписан Роберту Џ. Ханлону. Међутим, познати су и ранији цитати који преносе сличне идеје.

## Порекло и слични цитати
По Џозефу Биглеру, цитат потиче од Роберта Џ. Ханлона из Скрантона, Пенсилванија, и настао је као допринос књизи-компилацији разних шала у вези са Марфијевим законом објављеној 1980 под насловом „Марфијев закон, књига друга: Још разлога зашто ствари иду наопако“. Име је инспирисано Окамовом бритвом.
Сличан цитат се јавља у краткој причи „Логика царства“ Роберта А. Ханлајна из 1941. („Приписали сте злочинаштву оно шта је просто резултат глупости“); ово је уочено 1996. (пет година пре него што је Биглер идентификовао Роберта Џ. Ханлона као аутора цитата) и референцирано у верзији 4.0.0 Жаргон фајла, уз спекулацију да Ханлонова бритва можда у ствари представља искривљење Хајнлајнове бритве. „Хајнлајнова бритва“ је у међувремену дефинисана у виду варијација на Никад не приписуј злоби оно шта се адекватно може објаснити глупошћу, али не одбацуј злобу. Овај цитат је приписан Алберту Ајнштајну у књизи „Wired for War“ Још један сличан епиграм („Никад не приписуј злоби оно шта се адекватно може објаснити неспособношћу“) је често приписиван Наполеону Бонапарти. Још један сличан цитат се јавља у Гетеовим Јадима младог Вертера (1774): „...неспоразуми и немар стварају више конфузије у овом свету него преваре и злоба. У сваком случају, потоња два су свакако много мање честа.“
Честа (и лаконскија) варијација у британском енглеском коју је сковао сер Бернард Ингам гласи „брљотина пре завере“ и потиче из овог цитата:
Многи новинари су пали на теорије завере о влади. Уверавам вас да би њихов рад био тачнији ако би поштовали теорију брљотине.— сер Бернард Ингам